# The Aller Værste!
The Aller Værste! a fost o formație rock din orașul norvegian Bergen.
TAV! a luat naștere în octombrie 1979 când Sverre Knudsen și Lasse Myrvold s-au unit cu cei car emai rămaseră din formația Jonny Banan Band.
Au fost inspirați de muzica punk, new wave, ska și reggae; au scos două albume și trei 7"-single-uri/EP-uri.
Au primit Premiul Spellemann în 1980 pentru albumul Materialtretthet la categoria „Rock nou”.
Managerul formației a fost Lars Lauritzsen.

## Membri
- Sverre Knudsen (bas, orgă, vocalist)
- Ketil Kern (baterie)
- Harald Øhrn (bas, orgă, vocalist)
- Lasse Myrvold (chitară, vocalist, orgă)
- Chris Erichsen (chitară, vocalist, orgă)

După ce Ketil Kern a părăsit formația în 1981, Robert Isdal (baterie) a participat la înregistrarea ultimului disc, Hakk.

## Discografie
- (1980) Blålys/På vei hjem (single)  Den Gode Hensikt
- (1980) TAV! (EP) Den Gode Hensikt
- (1980) Blålys/På vei hjem/En av dem (live) (EP)  Den Gode Hensikt
- (1980) Materialtretthet (album) Den Gode Hensikt/Jaap A/S, numit în 2011 cel de al 6-lea cel mai bun album norvegian scos vreodată[3]
- (1981) Disniland i de tusen hjem (album) Den Gode Hensikt
- (1981) Hakk (single)  Den Gode Hensikt
- (1986) Bare ikke nok (live) (Flexisingel)
- (1999) The Aller Værste! (compilație cu 21 de melodii) Den Gode Hensikt/Virgin Records Norway AS
- (2007) Live 1980 (CD/LP) Musikkoperatørene